# Плодороден полумесец
Плодородният полумесец е регион в Близкия изток, включващ днешните Израел, Ливан, остров Кипър, части от Йордания, Сирия и Ирак, Югоизточна Турция, достигащ плодородните земи около делтата и северното поречие на река Нил в Египет.
Понятието на английски Fertile Crescent е въведено от американския археолог от Чикагския университет Джеймс Хенри Брестед около 1900 г. Напояван от реките Йордан, Ефрат и Тигър и заемащ около 500 000 км2, регионът заема територията от източния бряг на Средиземно море, северно от Сирийската пустиня и през Джазира и Месопотамия до Персийския залив. Там най-рано са се зародили земеделието и животновъдството през каменната ера. Това е мястото на най-старите известни градски култури Йерихон и Чатал Хююк.
През зимните месеци се наблюдава повишено количество на валежите.